# Neonotoporus yamaguti
Neonotoporus yamaguti är en plattmaskart. Neonotoporus yamaguti ingår i släktet Neonotoporus och familjen Opecoelidae. Inga underarter finns listade i Catalogue of Life.